# 褐毛蓟
褐毛蓟（学名：Cirsium fusco-trichum）为菊科蓟属的植物，是中国的特有植物。分布于中国大陆的四川等地，目前尚未由人工引种栽培。